# Feng Zhanhai
Feng Zhanhai, ou Feng Chan-hai, 冯占海, (6 novembre 1899 – 14 septembre 1963), est l'un des principaux meneurs des armées de volontaires anti-japonaises qui luttèrent contre l'armée impériale japonaise et l'État du Mandchoukouo à la suite de l'invasion de la Mandchourie de 1931.

## Biographie
Feng est né le 6 novembre 1899. À 18 ans, il rejoint l'armée de Dongbei, et sort en 1921 diplômé d'une école militaire. Il devient ensuite successivement chef de peloton, commandant de compagnie, et commandant de bataillon. Au moment de l'incident de Mukden de 1931 et de l'invasion japonaise, il est colonel et commande un régiment de la division de garde du Jilin. Il s'oppose à la reddition aux Japonais du quartier-général de la défense de la frontière Nord-Est, et commande ses troupes le 19 septembre pour se retirer de la capitale provinciale du Jilin, et envoie ses hommes combattre les Japonais en octobre, se battant près de Binxian.
Fin janvier 1932, Feng rejoint Ting Chao, Li Du, Xing Zhanqing, et Zhao Yi pour former l'armée d'autodéfense du Jilin, et est choisi comme commandant adjoint lors de la défense de Harbin. Après la défaite de Ting, les forces de ce-dernier se retirent de Harbin et fuient vers la rivière Songhua au Nord-Est pour rejoindre la garnison du général Li Du.
Feng Zhanhai se replie avec ses forces à Shan-Ho-Tun, un village près de Wuchang. Il lance ensuite un appel aux volontaires, et le bureau de la sécurité publique des districts locaux lui confient la direction de la police et des milices et le nomme commandant de l'armée brave et loyale du Nord-Est, forte de 15 000 hommes. Il est ainsi capable d'affaiblir les communications ferroviaires japonaises du chemin de fer de l'Est chinois passant dans sa zone de contrôle.
En réponse, les Japonais et les troupes du Mandchoukouo lancent deux campagnes contre Feng. De juin à juillet 1932, ses troupes des districts de Shuangcheng, Acheng, Yushu, Wuchang, et Shulan sont éliminées, ce qui force Feng à fuir vers l'Ouest. En septembre 1932, durant la deuxième campagne, une force du Mandchoukouo de 7 000 hommes acculent les 10 000 volontaires de Feng. Bien qu'encerclés, plus de la moitié des insurgés parviennent à se glisser hors du piège et à rejoindre la province du Jehol.
Plus tard, les troupes de Feng participent à la résistance à l'invasion du Jehol, mais sont forcées de se replier derrière la Grande Muraille. Il participe ensuite aux combats de l'armée anti-japonaise populaire du Cháhāěr de Feng Yuxiang contre les Japonais et les troupes du Mandchoukouo en tant que commandant de la 4e armée de route. À la suite de la dissolution de cette force par Tchang Kaï-chek, ses troupes intègrent la 91e division que Feng commande jusqu'en juillet 1938 lorsque sa force subit de lourdes pertes à la bataille de Wuhan au centre de la Chine. Il quitte plus tard l'armée et s'installe à Hong Kong pour travailler dans les affaires. En 1949, il revient en Chine pour assumer la direction du comité sportif de la province du Jilin. Il sert aussi à d'autres postes gouvernementaux et meurt le 14 septembre 1963.